# Szipoly
A szipoly (Anisoplia) a rovarok (Insecta) osztályának a bogarak (Coleoptera) rendjébe, ezen belül a mindenevő bogarak (Polyphaga) alrendjébe és a ganajtúrófélék (Scarabaeidae) családjába tartozó nem. Néhol búzaszívó-bogár, vagy Karcag vidékén szárnyfedőjük néhai színe miatt sárga-bogár néven is illetik a nembe sorolt fajokat. 

## Elterjedésük
A szipolyok Észak-Ázsiában és Dél-Európában elterjedtek. Szántóföldeken, füves pusztákon és réteken élnek, ahol tápnövényeik is előfordulnak. 

## Leírásuk
A nembe középnagyságú bogarak tartoznak, a fajok között alak és nagyság tekintetében nincs nagy különbség. Többnyire sárgás-barna, vagy fekete keresztcsíkkal ellátott, enyhén szőrözött szárnyfedőkkel vannak ellátva, viszont néhányan teljesen feketés árnyalatúak. Fejük elején jellegzetes túró-lemez helyezkedik el, mellyel szétfeszítik és kitúrják a kalászból a szemeket, majd tartalmukat szájszervükkel kiszívják. Könnyedén fel tudnak mászni a kalászos növényekre az erősen fogazott lábszáraik segítségével.

## Életmódjuk
A pajorok a talajban fejlődnek két éven át, és közben növényi részekkel táplálkoznak. Két tél elteltöltése után, májusban bábozódnak be, majd kifejlett rovarokká alakulnak át. Az imágók eléggé igénylik a nagy meleget és a fényt, ezért a jellemzően június első felében beköszöntő kánikula előcsalja a talajban elbújó szipolyokat. Főleg a meleg, napos időszakokban aktívak, de este, az idő lehűlésével inkább a talajszint közelében tartózkodnak. A bogarak fő táplálékforrásai a kalászos gabonanövények, leginkább a búza, rozs, árpa szemei és virágzata, de a pázsitfűfélékben gazdag gyepek növényeit is kedvelik. A júniusi meleg igen kedvező számukra, emiatt általában ilyenkor szoktak nagy számban rajzani. Szaporodás után a nőstények a talaj felső 10-15 cm-es rétegében rakják le petéiket, melyekből pár héten belül kelnek ki a friss lárvák. 

## Magyarországon előforduló fajok
A Magyarországon legnagyobb számban előforduló fajok a következőek:
- Osztrák szipoly (Anisoplia austriaca)
- Széles szipoly (Anisoplia lata)
- Vetési szipoly vagy rozsszipoly (Anisoplia segetum)
- Gabonaszipoly (Anisoplia tempestiva (hungarica))
- Keresztes szipoly (Anisoplia agricola)
- Felemás szipoly (Anisoplia dispar)